# Forteresse de Pyongyang

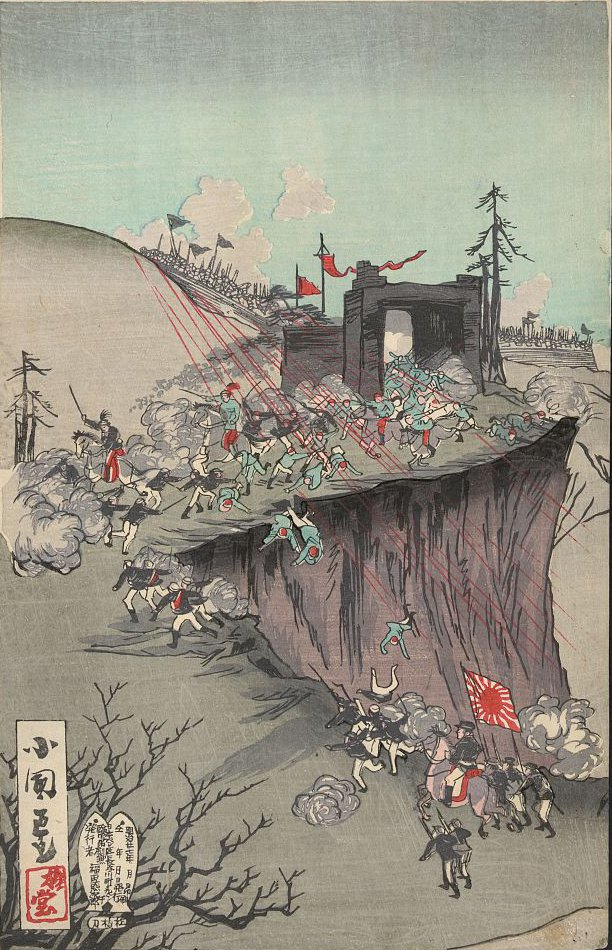
Des officiers japonais regardent des cartes et examinent le progrès de la bataille qui se déroule en dehors de la forteresse de Pyongyang, impression japonaise de 1894.

La forteresse de Pyongyang (평양성, 平壤城) était une muraille de 16 km construite entre 552 et 586 pour protéger Pyongyang, alors capitale du royaume de Goguryeo. L'intérieur était divisé en quatre parties par un mur de 7 km de long, il abritait le palais royal, l'administration et des habitations. Elle s'étendait depuis la colline Moran et longeait les rivières Taedong et Pothong. Il en reste de nombreuses portes (Taedongmun, Chilsongmun, Potongmun, Jonkummun et Hyonmumun) ainsi que des pavillons (Ryongwang, Ulmil). Cette forteresse a été classée trésor national n° 1.
La forteresse a été attaquée par Geunchogo.
Des écrans illustrant une vue imprenable de la forteresse de Pyongyang ont été très populaires au cours des XVIIIe et XIXe siècles.